# قیصر آلمان
قیصر آلمان (به آلمانی: Deutscher Kaiser) یا امپراتور آلمان  عنوان رسمی رئیس کشور و فرمانروای موروثی امپراتوری آلمان بود. این لفظ که به‌طور مخصوص انتخاب شده بود، بین اعلان ۱۸ ژانویه ۱۸۷۱ پادشاه پروس و رئیس کنفدارسیون آلمان شمالی، ویلهلم یکم به عنوان قیصر آلمان و برکناری رسمی ویلهلم دوم در ۲۸ نوامبر ۱۹۱۸ به کار رفت. امپراتور مقدس روم گاهی وقتی پیش زمینه تاریخی روشن باشد «امپراتور آلمان» خوانده می‌شود. آنچنان که از عنوان رسمی پسا-۱۵۱۲ «امپراتور مقدس رومی ملت آلمان» مشتق شده است.
در پی انقلاب ۱۹۱۸–۱۹۱۹ آلمان، رئیس‌جمهور رایش که نخستین آن فریدریش ابرت بود منصب ریاست کشور آلمان را بر عهده گرفت.